# Salvador Sánchez
Salvador Sánchez Narváez (ur. 26 stycznia 1959 w Santiago Tianguistenco, zm. 12 sierpnia 1982) – meksykański bokser, zawodowy mistrz świata kategorii piórkowej.
Rozpoczął karierę boksera zawodowego w 1975. Po wygraniu pierwszych 18 walk (w tym 17 przez nokaut lub techniczny nokaut) zmierzył się 9 września 1977 o wakujący tytuł mistrza Meksyku w wadze koguciej z Antonio Becerrą. Przegrał po 12 rundach na punkty. Jak się okazało, była to jego jedyna porażka z ringu. Po dwóch kolejnych zwycięstwach zremisował w swym pierwszym występie poza Meksykiem 15 kwietnia 1978 w Los Angeles z Juanem Escobarem. Był to jego jedyny remis.
Po serii kolejnych 13 zwycięstw Sánchez otrzymał szansę walki o tytuł zawodowego mistrza świata wagi piórkowej federacji WBC z Amerykaninem Dannym "Little Red" Lopezem. Była to 9. obrona tytułu przez Lopeza, który był mistrzem od 1976. 2 lutego 1980 w Phoenix Sánchez wygrał przez techniczny nokaut w 13. rundzie. W tym samym roku obronił tytuł czterokrotnie, wygrywając z Rubenem Castillo 12 kwietnia w Tucson na punkty, rewanż z Dannym Lopezem 21 czerwca w Las Vegas przez techniczny nokaut w 14. rundzie, Z Patrickiem Fordem 13 września w San Antonio na punkty i z Juanem Laporte 13 grudnia w El Paso również na punkty.
W kolejnym roku Sánchez obronił pas mistrza wygrywając przez techniczny nokaut w 10. rundzie z Roberto Castanonem 22 marca w Las Vegas i na punkty z Nickym Perezem 11 lipca w Los Angeles. Następnie zmierzył się z niepokonanym Portorykańczykiem Wilfredo Gómezem, który był mistrzem świata WBC w kategorii junior piórkowej. 21 sierpnia 1981 w Las Vegas Sánchez zwyciężył przez techniczny nokaut w 8. rundzie. 12 grudnia tego roku w Houston po raz kolejny obronił tytuł wygrywając na punkty z Patem Cowdellem. Wraz z Sugar Rayem Leonardem został wybrany bokserem roku 1981 przez magazyn The Ring.
8 maja 1982 w Dallas wygrał po raz kolejny w walce o mistrzostwo z Rockym Garcią na punkty, a potem zmierzył się z niepokonanym w 13 walkach Azumahem Nelsonem z Ghany. 21 lipca w Madison Square Garden z Nowym Jorku, po bardzo zaciętej walce Sánchez pokonał przyszłego trzykrotnego mistrza świata Nelsona przez techniczny nokaut w 15. rundzie i zachował tytuł.
Była to ostatnia walka Sáncheza. Podczas przygotowań do rewanżowej walki z Juanem Laporte zginął w wypadku samochodowym rano 12 sierpnia 1982, gdy prowadził swoje Porsche 928 na autostradzie między Querétaro a  San Luis Potosí.
Został wybrany w 1991 do Międzynarodowej Bokserskiej Galerii Sławy.